# Zygotritonia bongensis
Zygotritonia bongensis là một loài thực vật có hoa trong họ Diên vĩ. Loài này được (Pax) Mildbr. miêu tả khoa học đầu tiên năm 1923.